# Joe Smith
Joseph Leynard "Joe" Smith (Norfolk (Virgínia), 26 de juliol de 1975) és un exjugador de bàsquet estatunidenc que va jugar en dotze equips de l'NBA al llarg de quinze temporades.
Un aler pivot de 6' 10", Smith va ser el Jugador Universitari de l'Any a Maryland en el 1995 i va ser pres com la tria núm. 1 del NBA Draft d'eixa temporada. Va ser nomenat per l'Equip All-Rookie de 1995–96.